# مجزرة الدملماجة
مجزرة الدملماجة، أعمال قتل ومجزرة وقعت في
الموصل وبالضبط في الدملماجة بعد أسبوع من فشل انقلاب الشواف في آذار 1959، أعدم فيها سبع عشرة شخصية موصلية معظمهم من المثقفين والعسكريين والنقابيين . وبعد مدة شُكلت لجنة تحقيق برئاسة سالم محمد عزت ومحمد أحمد نزهت إلا أن المتهمين بارتكاب هذه المجزرة لم يعدموا.

## خلفية
بعد أربعة أيام من فشل انقلاب العقيد الركن عبد الوهاب الشواف اقتيد عدد من الشخصيات الموصلية الثقافية والنقابية والعشائرية والعسكرية وعددهم 17 فردا، بعضهم اقتيد من المستشفى وكان جريحاً، وحوكموا في محكمة شيوعية خاصة لهم في مبنى مدرسة الثانوية الشرقية، وحكمت عليهم بالإعدام وبعد ذلك نقلوا إلى موقع الدملماجة لتنفيذ حكم الإعدام بهم، وجرى نقلهم تحت حراسة فصيل الدفاع وعدد من أفراد المقاومة الشعبية بقيادة الملازم إبراهيم محمود العباس الملقب بإبراهيم الأسود على شكل أربع مجموعات إلى منطقة في شرق قرية نينوى في موقع يسمى ( عين ماء الدملماجة) في سيارة تابعة لأفراد الشرطة.
ونظراً لفظاعة الأمر وكشف الجثث في منطقة الدملماجة ، تشكل مجلس عرفي العسكري الأول ببغداد في تاريخ 26 كانون الأول/ ديسمبر عام 1960 برئاسة الزعيم شمس الدين عبد الله، وعضوية كل من العقيد محمد نافع أحمد، والعقيد عبد الرزاق الجدة، واستجوب عدد من الجنود ذكر أحدهم تفاصيل الجريمة.
تبين من لجنة التحقيق المشكلة أن غالبية القتلة منتمين للحزب الشيوعي العراقي إضافة إلى عدد من الضباط الأكراد. أصدرت المحكمة قرارها بتجريمهم والحكم عليهم بالإعدام وفقاً للفقرتين الثانية والثالثة من المادة 214 من قانون العقوبات العراقي. صدر أيضًا حكم غيابي بالإعدام ضد أربعة أشخاص كانوا يشكلون قيادة اللجنة المحلية للحزب الشيوعي في الموصل.
إضافة إلى ذلك، صدر قرار بتعويض أهالي الضحايا السبعة عشر بمبلغ 25 ألف و 500 دينار. حلق شعر المحكومين بالإعدام وأغلبهم من الشيوعيين وأودعوا سجنا تابعا لمبنى وزارة الدفاع في منطقة باب المعظم ريثما ينفذ حكم الإعدام، ولقد وافق تورط بعض المحكومين بالإعدام في قضية محاولة اغتيال رئيس الوزراء عبد الكريم قاسم، فأُعلن العفو عنهم وأُطلق سراح المتهمين بمحاولة اغتياله وكذلك عُفي عن المتهمين بمجزرة الدملماجة معهم.
وهكذا أُعفي الجميع من أحكام الإعدام في كانون الأول 1961 فيما سُمي حينها بيوم السلامة الوطنية.

وقد علقت صحيفة اتحاد الشعب وهي لسان الحزب الشيوعي العراقي، على أحداث الموصل الدامية في عددها الصادر في 13 آذار 1959 والذي نشره الكاتب صلاح الخرسان الذي ورد فيه: 
وفي مقال آخر صدر في تاريخ 16 آذار 1959م، نشر ضمن مذكرات العميد الركن المتقاعد جاسم كاظم العزاوي عن حركة 14 تموز 1958 جاء فيهِ:
وهكذا تحول الصراع السياسي بين الشيوعيين والقوميين إلى أعمال قتل وسفك دماء واسع النطاق.